# UKS Kopernik Bydgoszcz

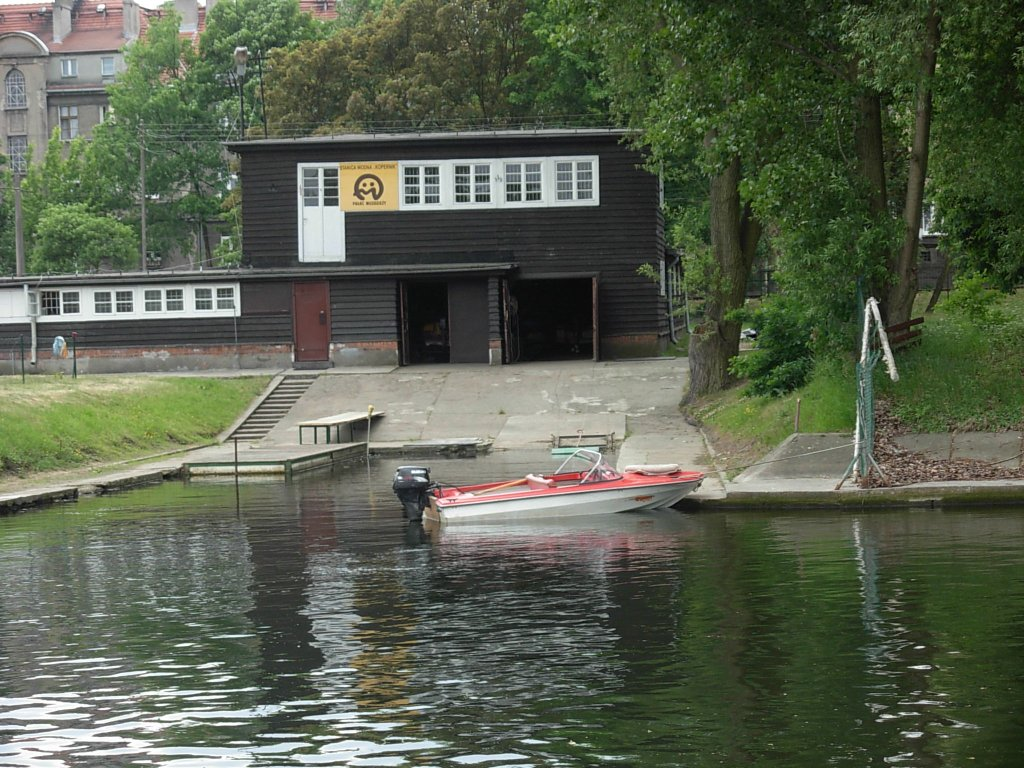
Przystań na Brdzie i siedziba klubu przy ul. Babia Wieś 5

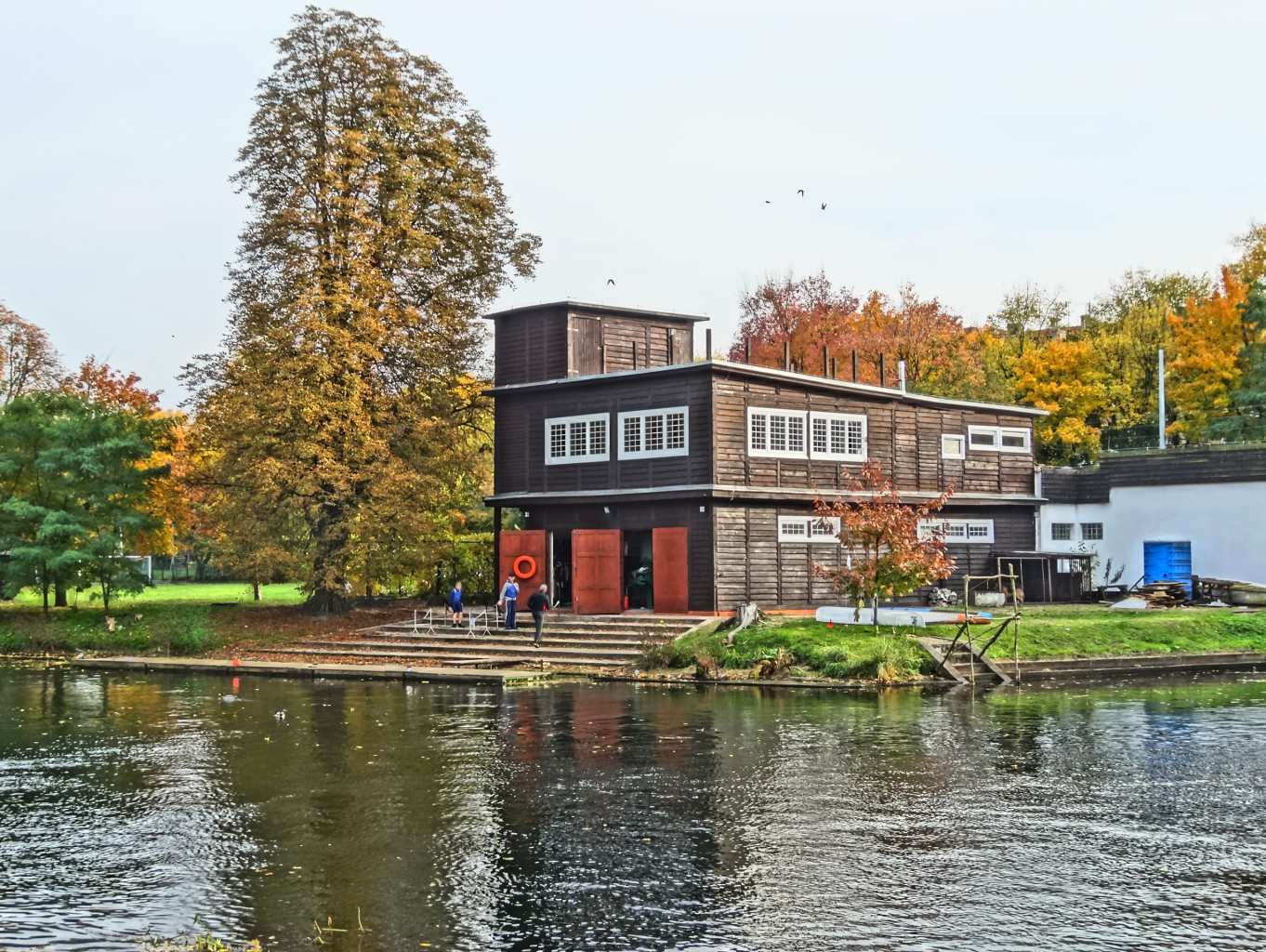
Była przystań KS Łączność (ul. Babia Wieś 3), przejęta przez UKS Kopernik w 2006 roku

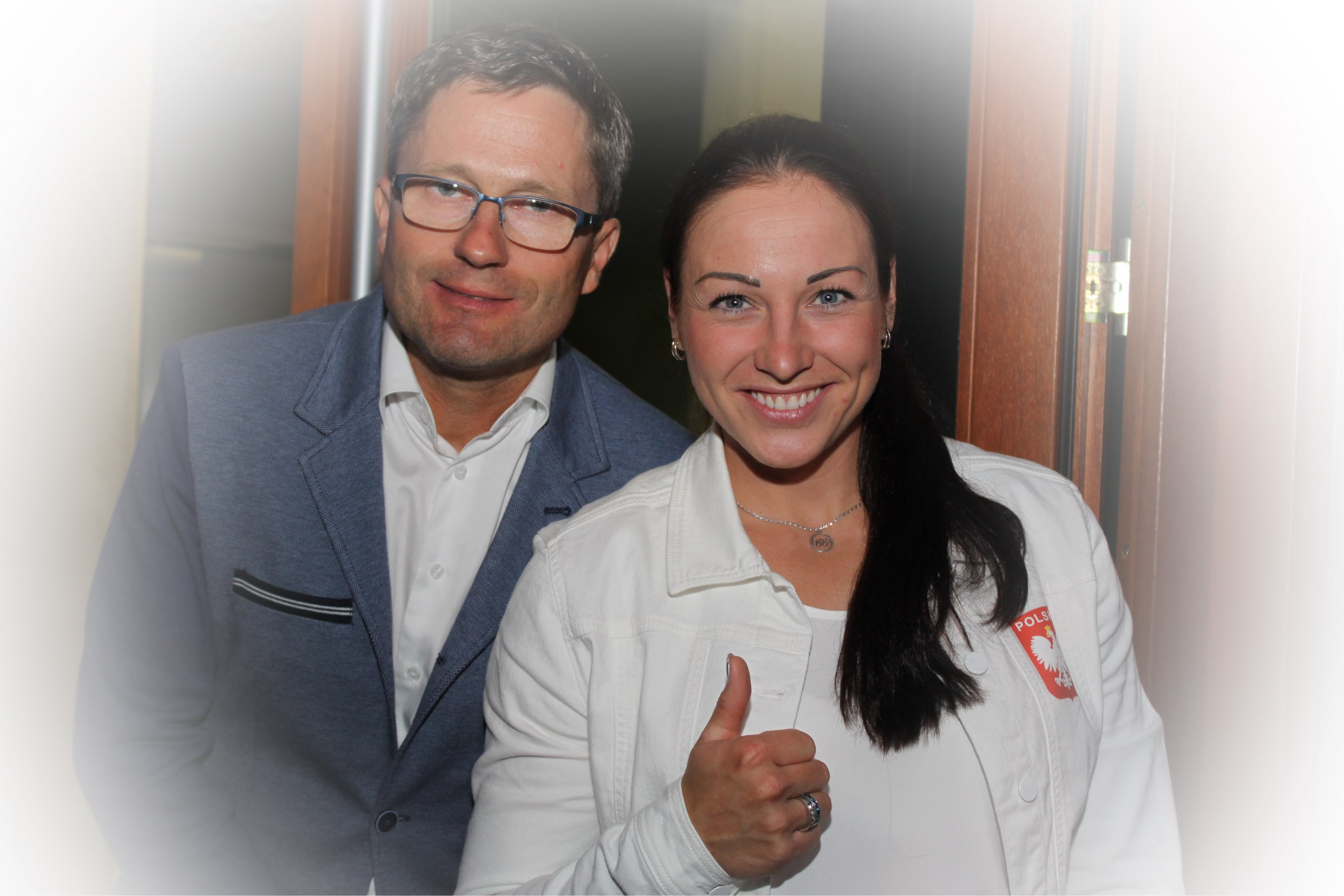
Najbardziej utytułowana zawodniczka klubu, multimedalistka Beata Mikołajczyk z trenerem Tomaszem Krykiem – zdjęcie z 2016 roku

UKS Kopernik – polski klub kajakowy, założony w 1994 w Bydgoszczy.

## Informacje o klubie
UKS Kopernik Bydgoszcz jest klubem jednosekcyjnym, specjalizującym się w kajakarstwie. W 2014 trenowało w nim 98 zawodników i zawodniczek, w tym seniorzy, m.in.: Beata Mikołajczyk i Dawid Putto, juniorzy, juniorzy młodsi, młodzicy oraz dzieci z grup naborowych (klasy 3-6). Kadra trenerska liczyła 6 osób. Klub współpracuje z Pałacem Młodzieży w Bydgoszczy, Zespołem Szkół Nr 9 oraz Zespołem Szkół Nr 25 Mistrzostwa Sportowego w Bydgoszczy.

## Historia
Klub założono w 1994 roku przy Pałacu Młodzieży w Bydgoszczy. Zrzeszał on dzieci i młodzież uprawiającą sporty wodne, korzystającą z przystani przy ul. Babia Wieś 5. Patronat nad klubem objął Klub Sportowy Łączność, którego stanica znajdowała się po sąsiedzku (Babia Wieś 3). UKS Kopernik szkolił młodzież, którą następnie przekazywano do KS Łączność. W obu klubach pracowali ci sami trenerzy: Wiesław Rakowski i Tomasz Wierzewski. Po upadku KS Łączność w 2006 roku, klub przejął jego sekcję kajakarską wraz z zawodnikami, kadrą i przystanią. Od tego czasu prowadzi szkolenie w różnych grupach wiekowych: od młodzików po seniorów. Zawodnicy klubu uczestniczą w imprezach sportowych najwyższej rangi. W latach 2006–2014 zdobyto 180 medali (76 , 53 , 51 ) na imprezach od Igrzysk Olimpijskich po Mistrzostwa Polski Młodzików. Najbardziej utytułowaną zawodniczką klubu jest multimedalistka igrzysk olimpijskich, mistrzostw świata i Europy Beata Mikołajczyk.
Liczba medali zawodników UKS Kopernik w poszczególnych sezonach:
| Rok  |    |    |    |
| 2006 | 9  | 4  | 1  |
| 2007 | 10 |    | 5  |
| 2008 | 6  | 9  | 3  |
| 2009 | 12 | 7  | 5  |
| 2010 | 11 | 6  | 11 |
| 2011 | 5  | 10 | 7  |
| 2012 | 9  | 4  | 8  |
| 2013 | 7  | 3  | 10 |
| 2014 | 8  | 8  | 2  |

## Baza sportowa
Siedzibą klubu w latach 1994-2006 była przystań na Brdzie przy ul. Babia Wieś 5. Wzniesiono ją w 1936 roku dla wioślarzy BKS Wodnik. Od lat 70. XX w. należała do Pałacu Młodzieży. Po przejęciu infrastruktury sekcji kajakowej KS Łączność w 2006 roku, klub dysponuje również przystanią przy ul. Babia Wieś 3, złożoną z zabytkowego hangaru dla łodzi oraz  pawilonu sportowego zbudowanego w 1953 roku. Cały kompleks gruntownie wyremontowano.

## Sportowcy UKS Kopernik

### Olimpijczycy z UKS Kopernik
- Pekin 2008
  - Beata Mikołajczyk – K-2 500 m, srebrny medal  (wraz z Anetą Konieczną), K-4 500 m, 4. m. (wraz z Anetą Konieczną, Edytą Dzieniszewską, Dorotą Kuczkowską)
- Londyn 2012
  - Beata Mikołajczyk – K-2 500 m, brązowy medal  (wraz z Karoliną Naja), K-4 500 m, 4. m. (wraz z Anetą Konieczną, Karoliną Naja, Martą Walczykiewicz)
- Rio de Janeiro 2016
  - Beata Mikołajczyk – K-2 500 m, brązowy medal  (wraz z Karoliną Naja), K-4 500 m, 9. m. (wraz z Martą Walczykiewicz, Karoliną Naja, Edytą Dzieniszewską)

## Osiągnięcia sportowe
Poniżej osiągnięcia międzynarodowe w latach 2006-2014.

### Mistrzostwa świata
- Beata Mikołajczyk – 10 medali Mistrzostw Świata seniorów (2 , 4 , 4 ), 23 medale Pucharu Świata seniorów (15 , 6 , 2 ), 2 złote medale  Akademickich Mistrzostw Świata
- Sandra Pawełczak – 2 srebrne medale  Mistrzostw Świata seniorów (2008), 4 złote medale  Pucharu Świata seniorów
- Magdalena Krukowska – 2 medale Mistrzostw Świata seniorów (1 , 1 ), brązowy medal  Akademickich Mistrzostw Świata
- Dawid Putto – 3 medale Mistrzostw Świata seniorów (1 , 2 ), 2 złote  i brązowy medal  Akademickich Mistrzostw Świata, srebrny medal  Młodzieżowych Mistrzostw Świata

### Mistrzostwa Europy
- Beata Mikołajczyk – 6 medali Mistrzostw Europy seniorów (2 , 3 , 1 )
- Sandra Pawełczak – brązowy medal  Mistrzostw Europy seniorów, złoty medal  Młodzieżowych Mistrzostw Europy
- Magdalena Krukowska – brązowy medal  Mistrzostw Europy seniorów, 4 medale Młodzieżowych Mistrzostw Europy (2 , 1 , 1 )
- Dawid Putto – złoty medal  Młodzieżowych Mistrzostw Europy
- Karolina Wysocka – brązowy medal  Młodzieżowych Mistrzostw Europy

### Statystyki
Medale zawodników UKS Kopernik (2006-2014):
| Lata                           |    |    |    |
| Mistrzostwa Świata seniorów    | 2  | 3  | 5  |
| Mistrzostwa Europy seniorów    | 3  | 7  | 5  |
| Puchar Świata Seniorów         | 17 | 6  | 3  |
| Młodzieżowe Mistrzostwa Świata |    | 1  |    |
| Młodzieżowe Mistrzostwa Europy | 3  | 1  | 3  |
| Akademickie Mistrzostwa Świata | 6  | 2  |    |
| Mistrzostwa Polski Seniorów    | 22 | 11 | 12 |
| Młodzieżowe Mistrzostwa Polski | 9  | 5  | 6  |
| Mistrzostwa Polski Juniorów    | 14 | 13 | 10 |
| Mistrzostwa Polski Młodzików   |    | 3  | 2  |